# フランソワ＝アンリ・クリコ
フランソワ＝アンリ・クリコ（François-Henri （Henryとも） Clicquot 1732年 - 1790年5月24日）は、フランスのオルガン製作者。父のルイ＝アレクサンドル・クリコ、祖父のロベール・クリコも著名なオルガン製作者だった。

## 生涯
クリコはパリに生まれた。
クリコの会社はノートルダム聖堂にはじめての注目に値するオルガンを建造した。これは19世紀にアリスティド・カヴァイエ＝コルによって大々的に改造、拡張されたが、クリコが設置した当時のパイプも一部再利用された。特に楽器の足鍵盤部分のものは今日になっても聞くことができる。ルイス＝アレクサンドルの死後、フランソワ＝アンリが父の工房を継いだ。
1758年にはサン＝ジェルヴェのオルガンを再建し、サン＝シュルピス教会、サン＝ニコラ＝デ＝シャン教会（これもカヴァイエ＝コルの再建で知られる）、スヴィニー、ポワティエのサン＝ピエール聖堂のオルガンを建造した。
クリコはサン＝ジェルマン・ロクセロワ教会のオルガン完成前にパリで急逝した。息子のクロード＝フランソワ・クリコがこれを完成、納品し、1791年3月7日に披露した。